# 亞拉·沙希迪
亞拉·沙希迪（英語：Yara Shahidi，2000年2月10日—）是名美國女演員。她曾主演過電視劇《黑人當道》(2014-2022)以及其衍生劇《成長不容易》(2018-)以及2018年電影《太陽也是一顆星星》。她即將演出2022年電影《彼得潘和溫蒂》的仙子小叮噹。

## 外部連結
- 亞拉·沙希迪在互联网电影资料库（IMDb）上的資料（英文）
- 亞拉·沙希迪的個人網站